# 祥城镇

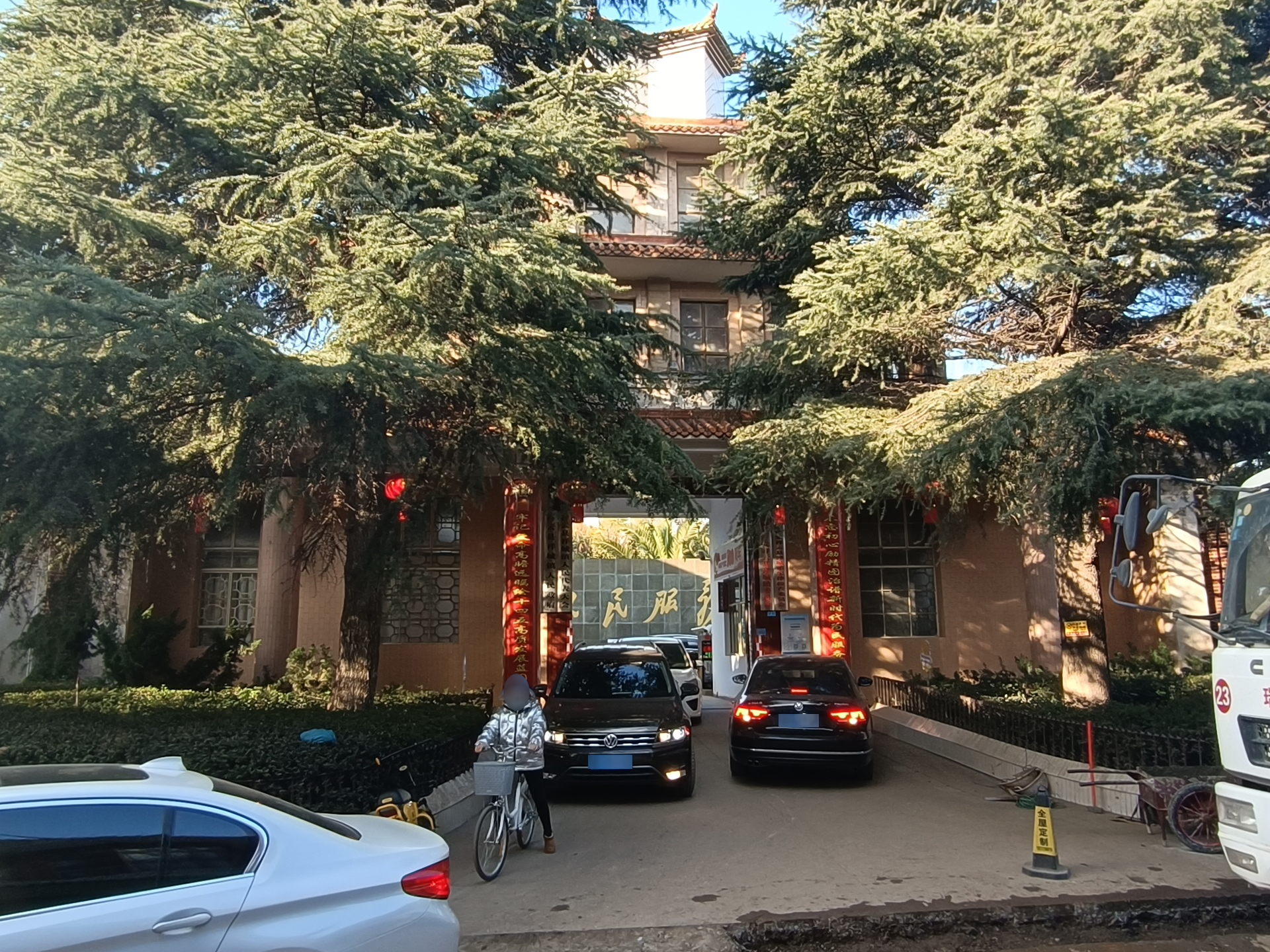
祥云县祥城镇人民政府

祥城镇，是中华人民共和国云南省大理白族自治州祥云县下辖的一个乡镇级行政单位，为祥云县人民政府驻地，是祥云县的政治、经济、文化、教育、医疗中心。镇政府驻府前街4号。区域总面积325平方千米，2020年常住人口140,010人，占全县总人口34.43%。祥城镇是滇中通往滇西北的重要通道，“一带一路”经济走廊连通中亚、南亚、西亚等国家的重要节点。名胜古迹有明代建筑钟鼓楼、新石器时代遗址清华古洞、战国时期的红土坡石棺墓遗址。

## 地理
祥城镇位于祥云县境内西部的城川坝，东北接禾甸镇，东南连沙龙镇，西北依大理市凤仪镇，南接弥渡县，北邻宾川县，地势西北高、东南低，金龙山为最高点，海拔2410米，玉波营为最底点，海拔1,984米。行政区域面积325平方千米，耕地面积4,177.87公顷。

## 行政区划
祥城镇下辖7个社区居委会，27个村民委员会：
- 社区居委会：城南社区、城东社区、城西社区、华严社区、阳光社区、秀溪社区、卧龙社区
- 村民委员会：褚家村、黄家村、王家山村、灰窑村、箐中村、茨坪村、红土坡村、周家村、新邑村、中右所村、高牧村、禾荞村、罗家村、于官村、美长村、程官村、芮家村、下村村、七百村、七合村、禾大村、马军村、新村村、象鼻村、存德村、毛栗坡村

## 人口
根据2020年第七次全国人口普查数据，祥城镇常住人口140,010人，占全县总人口34.43%。有汉、回、傈僳族3个世居民族。

## 社会
祥城镇作为祥云县县城，教育、文化、卫生、体育事业单位齐备。有祥云县第一中学（另设有初中部）、职业中学、教师进修学校各一所、镇初级中学，各级完小5所。县图书馆、文化馆、文化宫各1个，体育馆（祥云县全民健身中心）1个。

## 交通
320国道、广大铁路、楚大高速、祥临路贯穿境内祥城镇，境内清华洞历为交通要冲，320国道和祥（云）宁（蒗）省道在此交会。
火车站有祥云站和祥云西站。

## 旅游
- 钟鼓楼
- 东城门洞
- 东岳宫，玉皇阁，仓圣阁
- 新石器时代遗址清华古洞
- 战国时期的红土坡石棺墓遗址
- 红二、六军团长征临时指挥部旧址
- 烈士墓